# Bangkok Expressway and Metro Public Company Limited
Bangkok Expressway and Metro Public Company Limited (сокращенно "BEM") — транспортное предприятие, являющееся результатом сотрудничества государственного и частного секторов, представленных предприятиями Mass Rapid Transit Authority of Thailand (MRTA), Государственные железные дороги Таиланда (SRT) и Управление скоростных автомагистралей Таиланда (EXAT).

## История
Bangkok Expressway и Metro Public Company Limited (BEM) была образована в результате слияния компаний Bangkok Expressway Company (BECL) и Bangkok Metro Company (BMCL) в соответствии с постановлением Кабинета министров, одобренным 8 декабря 2015 года. Далее, 30 декабря 2015 г. компания подала заявку на регистрацию в Департамент развития бизнеса, после чего была деятельность была начата 5 января 2016 года.

## Деятельность
Компания занимается обслуживанием скоростных автомагистралей и систем скоростного общественного транспорта. В том числе коммерческая разработка относится к системе скоростных автомагистралей и железнодорожному транспорту

### Скоростные автомагистрали
BEM и её дочерняя компания North Bangkok Expressway Company Limited являются концессионерами на строительство и управление скоростной автомагистралью, состоящей из Шоссе Сират, Внешней кольцевой автострады и Шоссе Удонраттхайя 

### Железнодорожный транспорт
Компания обслуживает следующие железнодорожные маршруты:
- MRT Blue Line — владение концессией от Mass Rapid Transit Authority of Thailand;
- MRT Purple Line — перевозчик;
- Высокоскоростная железная дорога, соединяющая 3 аэропорта и Airport Rail Link — перевозчик.

### Коммерческое развитие бизнеса
BEM и её дочерняя компания Bangkok Metro Networks Company Limited (BMN) являются операторами развития бизнеса. К коммерческой деятельности относятся:
- Коммерциализация проекта MRT Blue Line;
- Приобретение или изготовление рекламных носителей на станциях и в поездах;
- Аренда торговых площадей;
- Техническое обслуживание оборудования телекоммуникационных систем станций и путей.

### Инвестирование в другие компании
Компания инвестирует в компании-провайдеров коммунальных услуг, включая CK Power Public Company Limited, TTW Public Company Limited и Xayaburi Power Company Limited, а также в инфраструктурный бизнес.

## Инвестирование
Из годового отчета компании об инвестициях на 31 декабря 2017 г. BEM владеет следующим количеством акций в других компаниях:
Дочерняя компания
- North Bangkok Expressway Co., Ltd. — 99,99% акций
- Bangkok Metro Networks Co., Ltd. — 65,19% акций.

Другие компании
- CK Power Plc. — 19,40% акций
- TTW Plc. — 19,45% акций
- Xayaburi Power Co., Ltd. — 7,50% акций
- Высокоскоростная железная дорога, соединяющая 3 аэропорта — 10,00% акций.

## Основные акционеры
- Информация по состоянию на 8 сентября 2017 г.[4]

| № | Список акционеров                                                | Количество акций | Доля акций |
| 1 | Ch. Karnchang Public Company Limited                             | 4,582,121,829    | 29,98%     |
| 2 | Mass Rapid Transit Authority of Thailand                         | 1 256 259 584    | 8,22%      |
| 3 | Krungthai Bank Открытая компания с ограниченной ответственностью | 1 047 025 175    | 6,85%      |
| 4 | Thai NVDR Co., Ltd.                                              | 794,559,521      | 5.20%      |
| 5 | Г-н Вичаи Вачирапонг                                             | 379 545 048      | 2,48%      |

## Награды
- SET Awards 2017 в категории награды за лучшую финансовую сделку на рынках капитала за 2017 год;[2]
- Премия «Эмитент года 2016» от Тайской ассоциации рынка облигаций;[2]
- Награда Thailand Energy Awards 2014 за выдающиеся достижения в области энергосбережения в сфере транспорта;
- Награда Thailand Energy Awards 2019 за выдающиеся достижения в области энергосбережения в сфере транспорта.

## Внешние ссылки
- Веб-сайт BEM